# Acanthoprimnoa squamosa
Acanthoprimnoa squamosa är en korallart som beskrevs av Kükenthal och Gorzawsky 1908. Acanthoprimnoa squamosa ingår i släktet Acanthoprimnoa och familjen Primnoidae. Inga underarter finns listade i Catalogue of Life.